# 26 de novembre
El 26 de novembre o 26 de santandria és el tres-cents trentè dia de l'any del calendari gregorià i el tres-cents trenta-unè en els anys de traspàs. Queden 35 dies per finalitzar l'any.

## Esdeveniments
Països Catalans
- 1471 - Batalla de Santa Coloma de Gramenet (1471), durant la guerra civil catalana.
- 1841 - Lleida: es funda l'Escola Normal de Mestres de Lleida
- 1876 - Barcelona: s'hi funda l'Associació Catalanista d'Excursions Científiques, que el 1890 es fusionarà amb l'Associació Catalana d'Excursions per constituir el Centre Excursionista de Catalunya.
- 1934 - Joaquim Font i Cussó descobreix la figura anomenada Venus de Badalona, vestigi de la Baetulo romana, en el decurs d'unes obres a la ciutat.
- 1996: La Plataforma Mobilitzadora en Defensa de la Universitat Pública congrega milers d'estudiants a tot Catalunya (25.000 a Barcelona).
- 2000 - Vilanova i la Geltrú: Els Castellers de Barcelona carreguen el seu primer pilar de 7 amb folre.
- 2004 - Fresno (Califòrnia, EUA): tot i fer-ho provisionalment el 27 de març, l'assemblea de la Federació Internacional de Patinatge no accepta la Federació Catalana de Patinatge com a membre de ple dret i, per tant, no reconeix internacionalment la selecció catalana d'hoquei patins.
- 2009 - Catalunya: Dotze diaris catalans publiquen un editorial conjunt sota el títol La dignitat de Catalunya vers el Tribunal Constitucional i la sentència de l'Estatut de Catalunya. Els diaris publicants són: El Periódico, La Vanguardia, Avui, El Punt, Diari de Girona, Diari de Tarragona, Segre, La Mañana, Regió 7, El 9 Nou, Diari de Sabadell i Diari de Terrassa. Diferents mitjans de comunicació privats i altres persones s'adhereixen posteriorment a la iniciativa.

Resta del món
- 1476 - Valàquia: Vlad Tepes derrota Basarab Laiota amb l'ajuda d'Esteve el Gran i Esteve V Báthory, i esdevé príncep de Valàquia per tercer cop.
- 1778 - Maui: James Cook esdevé el primer europeu que arriba a l'illa.
- 1812 - Belarús: Batalla del Berézina.
- 1939 - Mainila, URSS, és atacada essent usat com a casus belli i donant un pretext per a la invasió de Finlàndia en el marc de la 2a guerra mundial. Vegeu incident de Mainila.
- 1942 - S'estrena la pel·lícula Casablanca al teatre Hollywood de Nova York (EUA).
- 1992 - Madrid, Espanya: S'aprova la llei 30/1992, instrument regulador de totes les administracions públiques espanyoles.
- 2008 - Diversos atemptats islamistes a Mumbai (Índia) durant tres dies causen 183 víctimes i desenes de ferits.
- 2020 - Se celebra una vaga general a l'Índia com a part d'unes protestes per les lleis d'agricultura.

## Naixements
Països Catalans
- 1858 - Barcelona: Eudald Canivell i Masbernat, dibuixant, impressor, tipògraf i bibliotecari català (m. 1928).
- 1882 - Tarragona: Antoni Rovira i Virgili, periodista, lingüista i polític català, president del Parlament de Catalunya a l'exili (m. 1949).
- 1963 - El Prat de Llobregat: Lydia Bosch, actriu i presentadora catalana de televisió.
- 1940 - Lleida, el Segrià: Carles Hac Mor, escriptor català (m. 2016).
- 1952 - Barcelona: Paco Flores, entrenador i futbolista català.
- 1962 - Tarragona: Pilar Bilbao Sentís, jugadora i entrenadora de basquetbol catalana.[2]
- 1963 - L'Arboç, Baix Penedès, Jordi Jané i Guasch és un advocat i polític català, exconseller d'Interior de la Generalitat de Catalunya.
- 1980 - Sant Carles de la Ràpita, Montsià: Albert Montañés, tennista català.[3]
- 1989, La Seu d'Urgell: Montse Garcia Riberaygua, piragüista d'aigües braves i especialista en eslàlom andorrana.[4]

Resta del món
- 1792 - Charleston (Carolina del sud): Sarah Moore Grimké, abolicionista, escriptora i sufragista (m.1873).
- 1811 - Xiangxiang (Xina): Zeng Guofan, polític, militar i escriptor xinès (m. 1872).[5]
- 1820 - Saragossa: Teodora Lamadrid, important actriu espanyola dins del corrent del romanticisme teatral.
- 1857 - Ginebra: Ferdinand de Saussure, lingüista suís.
- 1862 - Pest: Aurel Stein, arqueòleg i sinòleg britànic d'origen austrohongarès.
- 1883 - Szekszárd, Hongria: Mihály Babits, poeta hongarès (m. 1941).[6]
- 1898 - Helsa, Hessen (Alemanya): Karl Ziegler, químic alemany, Premi Nobel de Química de l'any 1963 (m. 1973).
- 1907 - Topeka, Kansas: Ruth Patrick, botànica i limnòloga estatunidenca.
- 1909 - Slatina, Romania: Eugen Ionescu, escriptor romanès, sobretot en llengua francesa, creador del teatre de l'absurd (m. 1994).
- 1918 - Yara, Cubaː Huber Matos, revolucionari cubà i dissident anticastrista (m. 2014).[7]
- 1922 - Minneapolis, EUA: Charles Monroe Schulz, autor de còmics nord-americà (m. 2000).
- 1931 - 
  - Buenos Aires (Argentina): Adolfo Pérez Esquivel, escultor i pacifista argentí, Premi Nobel de la Pau de l'any 1980.
  - Vallonara di Marostica, Itàlia: Giuliana Minuzzo, esquiadora italiana, primera dona italiana a guanyar una medalla olímpica.[8]
- 1936 - Londres: Margaret Boden, professora de ciència cognitiva i experta en intel·ligència artificial.[9]
- 1939
  - Brownsville (Tennessee), EUA: Tina Turner, cantant estatunidenca (m. 2023).
  - Filadèlfia: Mark Margolis, actor estatunidenc (m. 2023).
- 1945 - Pequín (Xina): Huo Da, periodista, guionista i escriptora xinesa. Guanyadora del Premi Mao Dun de Literatura de l'any 1991.
- 1948 - Hobart, Tasmània (Austràlia): Elizabeth Blackburn, metgessa i bioquímica australiana, Premi Nobel de Medicina o Fisiologia de l'any 2009.[10]
- 1974 - Ferrol: Paula Vázquez, presentadora de televisió, actriu i model gallega.
- 1976 - Hernani, Guipúscoa: Maialen Lujanbio, bertsolari, primera dona a guanyar el Campionat Nacional de Bertsolaris, l'any 2009.[11]
- 1981 - Sussex, Anglaterra: Natasha Bedingfield, cantant anglesa.
- 1990 - Pristina, República Federal de Iugoslàvia: Rita Ora, cantant, compositora i actriu kosovar.[12]
- 1996 - Hénin-Beaumont, Pas de Calais: Louane Emera, cantant i actriu francesa.[13]

## Necrològiques
Països Catalans
- 1508 - Xàtiva (La Costera): Hug Roger III de Pallars Sobirà, aristòcrata català.
- 1901 - París (França): Antoni Gisbert i Pérez, pintor valencià (n. 1834).
- 1950 - Barcelona: Emili Vallès i Vidal, gramàtic català (n. 1878).
- 1952 - Barcelona: Domènec Soler i Gili, pintor i escenògraf català (n. 1871).[14]
- 1992 - Barcelona: Ramon Calsina i Baró, pintor i dibuixant català.
- 1994 - Barcelona: Ricard Giralt i Miracle, dissenyador gràfic (n. 1911).
- 2006 - Gant (Bèlgica): Isaac Gàlvez López, ciclista català (n. 1975).[15]
- 2007 - Castelló: Manuel Badenes Calduch, futbolista valencià (n. 1928).
- 2013 - Tarragona: Carme Casas Godessart, resistent antifranquista, sindicalista i política activa a Catalunya.[16]
- 2018 - 
  - Olot: Montserrat Tresserras i Dou, nedadora catalana, pionera de les proves de llarga distància (n. 1930).[17]
  - Barcelona: Myriam Alió, mezzosoprano i pedagoga catalana (n. 1930).[18]
- 2022 - Barcelona: María Dolores Juliano Corregido, antopòloga social argentina.

Resta del món
- 1504 - Medina del Campo (Espanya): Isabel I de Castella, la Catòlica, reina de Castella i reina consort d'Aragó.
- 1883 - Battle Creek (Michigan), (Estats Units): Sojourner Truth, abolicionista i lluitadora per la igualtat dels drets dels negres i de les dones.[19]
- 1959 - Cowes, Illa de Wight: Albert William Ketèlbey, compositor, pianista i director d'orquestra anglès (n. 1875).
- 1969 - Sevilla: Pastora Pavón, La Niña de los Peines, una de les millores cantaoras de flamenc de la història (n. 1890).[20]
- 2012 - Boston, Massachusetts (EUA): Joseph Edward Murray, cirurgià estatunidenc, Premi Nobel de Medicina o Fisiologia de l'any 1990 (n. 1919).
- 2018 - Roma, Itàlia: Bernardo Bertolucci, director de cinema i guionista italià (n. 1941).[21]

## Festes i commemoracions
- Santoral: sants Sirici I, papa; Conrad de Constança, bisbe; Silvestre Guzzolini, anacoreta i fundador dels Silvestrins; Lleonard de Porto Maurizio, frare; beat Ramon Llull, serventa de Déu Elisabet I de Castella, reina